# Cristaserolis laevis
Cristaserolis laevis är en kräftdjursart som först beskrevs av Richardson 1911.  Cristaserolis laevis ingår i släktet Cristaserolis och familjen Serolidae. Inga underarter finns listade i Catalogue of Life.